# Guerra de Fronteira (1910–1919)
A Guerra de Fronteira (em inglês Border War) ou a Campanha das Fronteiras,  refere-se ao enfrentamentos militares que ocorreram na região da fronteira mexicano-estadunidense na América do Norte durante a Revolução Mexicana.
Desde o início da Revolução Mexicana em 1910, o Exército dos Estados Unidos estava estacionado ao longo da fronteira e em várias ocasiões lutaram com os rebeldes mexicanos ou tropas federais. O auge do conflito aconteceu em 1916 quando o revolucionário Pancho Villa atacou a cidade fronteiriça de Columbus, Novo México. Em resposta, o Exército dos Estados Unidos, sob a direção do general John J. Pershing, lançou uma expedição ao norte do México, para encontrar e capturar Villa. Embora a operação foi bem sucedida em encontrar e enfrentar os rebeldes villistas, o revolucionário escapou e o exército estadunidense retornou aos Estados Unidos em janeiro de 1917. Os conflitos na fronteira continuaram, todavia, e os Estados Unidos lançaram várias operações menores em território mexicano até 1919, quando a violência diminuiu significativamente após a Batalha de Ambos Nogales. O conflito não envolveu apenas os villistas e norte-americanos; Maderistas, Carrancistas, Constitucionalistas e alemães também se envolveram nas batalhas com as forças estadunidenses durante este período. A guerra foi um dos destaques da era do Velho Oeste.